# Keith Andrews
Keith Andrews (n. 15 iunie 1920 – d. 15 mai 1957) a fost un pilot de curse auto american care a evoluat în Campionatul Mondial de Formula 1 între anii 1955 și 1956.